# Крашье
Крашье (фр. Crachier) — коммуна во Франции, находится в регионе Рона — Альпы. Департамент коммуны — Изер. Входит в состав кантона Л’Иль-д’Або. Округ коммуны — Ла-Тур-дю-Пен.
Код INSEE коммуны — 38136. Население коммуны на 2012 год составляло 474 человека. Населённый пункт находится на высоте от 370 до 462 метров над уровнем моря. Муниципалитет расположен на расстоянии около 430 км юго-восточнее Парижа, 38 км юго-восточнее Лиона, 60 км северо-западнее Гренобля. Мэр коммуны — M. Nadine Roy, мандат действует на протяжении 2014—2020 гг.
Динамика населения (INSEE):